# Świadkowie Jehowy na Barbadosie
Świadkowie Jehowy na Barbadosie – społeczność wyznaniowa na Barbadosie, należąca do ogólnoświatowej wspólnoty Świadków Jehowy, licząca w 2023 roku 2350 głosicieli, należących do 30 zborów. Na dorocznej uroczystości Wieczerzy Pańskiej w 2023 roku zgromadziło się 6020 osób. Działalność miejscowych głosicieli koordynuje Amerykańskie Biuro Oddziału w Wallkill w Stanach Zjednoczonych. Biuro Krajowe znajduje się w Prospect.

## Historia
W 1905 roku kolporter Joseph Brathwaite przybył z Gujany i zapoczątkował regularną działalność kaznodziejską. W roku 1910 powstały kilkunastoosobowe grupy studium Biblii. Pięć lat później w zebraniach religijnych brało udział 50 osób. W 1919 roku na Barbadosie, odbyło się zgromadzenie, w którym uczestniczyli także delegaci z sąsiednich wysp.
W 1920 roku na wyspę przyjechał misjonarz ze Stanów Zjednoczonych – Evander Joel Coward oraz William R. Brown z żoną. W 1931 roku zanotowano liczbę 55 głosicieli.
W 1944 roku działalność i publikacje Świadków Jehowy zostały przez władze zakazane. Rok później zakaz został uchylony, przybyli też misjonarze, absolwenci Biblijnej Szkoły Strażnicy – Gilead, aby pomóc 72 miejscowym głosicielom w działalności kaznodziejskiej. W 1946 roku na Barbadosie działało 135 głosicieli. W 1949 roku wyspę odwiedził Nathan H. Knorr i Milton G. Henschel. Rok później zorganizowano działalność głoszenia z Biblii na terenie pobliskich wysp, używając do tego trzech łodzi Towarzystwa Strażnica.
W 1964 roku oddano do użytku Salę Królestwa w Saint George. Dwa lata później otworzono Biuro Oddziału w centrum Bridgetown, nadzorujące działalność 1200 głosicieli.
W 1978 roku zorganizowano kongres międzynarodowy pod hasłem „Zwycięska wiara”, na którym było obecnych ponad 6000 osób, w tym delegaci z 28 krajów.
W marcu 1986 osiągnięto liczbę 1548 głosicieli. Na kongresie pod hasłem „Pokój Boży” było 2719 osób, a 30 ochrzczono. Rok później na kongres pod hasłem „Zaufaj Jehowie” przybyło 3361 osób, a 50 ochrzczono. Liczba obecnych prawie dwukrotnie przewyższyła szczytową liczbę głosicieli, wynoszącą 1598 osób. W 1989 roku na Barbadosie działało 1656 głosicieli. Rok później zanotowano liczbę 1800 Świadków Jehowy. 
W 2000 roku liczba głosicieli wzrosła do 2390 osób. 2 czerwca 2001 roku w Prospect otworzono nowe Biuro Oddziału; na uroczystość tę przybył John E. Barr z Ciała Kierowniczego. Zorganizowano specjalne zgromadzenie, z którego skorzystało 3332 osób. W 2004 roku zorganizowano pomoc humanitarną dla współwyznawców z wyspy Carriacou, Grenady i z Petite Martinique, poszkodowanych przez huragan Ivan. W 2011 roku zanotowano liczbę 2556 głosicieli. We wrześniu 2017 roku zorganizowano pomoc humanitarną dla poszkodowanych przez huragan Irma na wyspach karaibskich, a w kwietniu 2021 roku dla poszkodowanych przez erupcję wulkanu Soufrière.
Kongresy odbywają się w języku angielskim, amerykańskim migowym, chińskim, hiszpańskim i kreolskim (Saint Lucia). W 2016 roku literatura biblijna była tłumaczona na język kreolski. Do roku 2019 Biuro Oddziału w Prospect koło Bridgetown nadzorowało działalność na Barbadosie, a w latach 2011–2019 na Anguilli, Antigui i Barbudzie, Dominice, Montserracie, Sabie, Saint Eustatius, Saint Kitts i Nevis, Sint Maarten i na większości wysp Małych Antyli. Od roku 2019 znajduje się tam Biuro Krajowe.